# 1397
1397 (MCCCXCVII) fue un año común comenzado en lunes del calendario juliano, en vigor en aquella fecha.

## Acontecimientos
- El infante Dionisio de Portugal, señor de Cifuentes, invade Portugal, sin éxito.
- Se funda la Unión de Kalmar: fusión de los tres estados nórdicos (Dinamarca, Noruega y Suecia) en una sola monarquía.
- Anexión de Sicilia por Martín I.
- Comienzan las obras de la Catedral de Santiago de Bilbao.
- Acontece el tercer asedio de Constantinopla por parte de los turcos otomanos.

## Nacimientos
- 21 de febrero: Isabel de Portugal, infanta de Portugal y duquesa consorte de Borgoña (f. 1471).
- 21 de abril: Paolo dal Pozzo Toscanelli, matemático, astrónomo y cosmógrafo italiano (f. 1482).
- 18 de mayo: Sejong el Grande, rey de Corea de 1418 hasta su fallecimiento en 1450.
- 15 de junio: Paolo Uccello, matemático y pintor italiano (f. 1479).
- 5 de agosto: Guillaume Dufay, músico y compositor flanco-flamenco (f. 1474).
- 16 de agosto: Alberto II del Sacro Imperio Romano Germánico, duque de Baja Austria, rey de Hungría, de Bohemia y rey de los romanos (f. 1439).
- 15 de noviembre: Nicolás V, papa de la Iglesia católica de 1447 hasta su fallecimiento en 1455.

### Sin fecha
- Ausiàs March, poeta y caballero valenciano; (f. 1459).

## Fallecimientos
- 11 de enero: Skirgaila (43), gran duque de Lituania (n. 1354).
- 8 de septiembre: Tomás de Woodstock (42), noble inglés (n. 1355).

### Sin fecha
- Fernán Pérez de Andrade, noble gallego.